# Robert Lussac
Robert Timmermans, pseudoniem Robert Lussac of Bob Storm, (Antwerpen, 6 juli 1902 – Deurne, 5 december 1987) was een Vlaams acteur.
Hij speelde onder meer in:

## Televisiereeksen
- Wij, Heren van Zichem als 'Boer Coene'
- De kleine waarheid
- Dagboek van een herdershond
- De komst van Joachim Stiller

## Speelfilms
- De Witte van Sichem
- Malpertuis
- De pelgrim der verdoemden (1946), rol van pater Damiaan in filmbiografie

- Bibliothèque nationale de France: cb14117243m (data)
- Gemeinsame Normdatei: 1062355989
- International Standard Name Identifier: 0000 0004 5123 4034
- Virtual International Authority File: 316874917